# Angélique D'Hannetaire
Pour les articles homonymes, voir Servandoni, D'Hannetaire et Eugénie D'Hannetaire.
Marie-Angélique Servandoni, dite Angélique d'Hannetaire, née le 22 septembre 1749 à Toulouse et morte le 14 avril 1822 à Paris, est une actrice française.

## Biographie
Angélique d'Hannetaire nait le 22 septembre 1749 à Toulouse. Elle est la fille  de la comédienne Marguerite Hue et du comédien et directeur de théâtre D'Hannetaire.
Elle vécut Bruxelles jusqu’en 1784 avant de déménager à Paris.

## Carrière
Elle débute au Théâtre de la Monnaie à l'âge de douze ans dans La Servante maîtresse de Pierre Baurans, d'après l'œuvre de Pergolèse, aux côtés d'Alexandre Bultos. Elle rejoindra ensuite la troupe des Comédiens ordinaires de S. A. R. le prince Charles de Lorraine en 1766.
En 1777, elle tient le rôle principal dans l'opéra-comique Céphalide ou les Autres Mariages samnites.
Sa carrière s’arrête en 1779.

## Formation
Angélique d'Hannetaire s'est formée auprès du musicien Ignace Vitzthumb.